# Egebjerg, Horsens
Egebjerg är en by i Horsens kommun, Mittjylland, Danmark. Byn är belägen 5 km 
från Horsens. Orten hade 3 067 invånare år 2021. Stadsområdet inkluderar Hansted. Vägen E45 går västerut.